# Octospora crosslandii
Octospora crosslandii är en svampart som först beskrevs av Dennis & Itzerott, och fick sitt nu gällande namn av Benkert 1976. Octospora crosslandii ingår i släktet Octospora och familjen Pyronemataceae.   Inga underarter finns listade i Catalogue of Life.